# Steenbergen
Steenbergen (phát âmⓘ) là một đô thị và thành phố ở phía nam Hà Lan.
Steenbergen có nghĩa là núi đá trong tiếng Hà Lan. Đô thị này chủ yếu là nông nghiệp nhưng các thị xã Steenbergen và Dinteloord có ngành công nghiệp nhẹ.

## Các trung tâm dân cư
- Steenbergen (population: 12,440)
- Dinteloord (5,680)
- Nieuw-Vossemeer (2,400)
- Kruisland (2,340)
- De Heen (580)